# مفطورة قلوية
مفطورة قلوية (الاسم العلمي: Mycoplasma alkalescens) هي نوع من البكتيريا تتبع جنس المفطورة من فصيلة المفطورات.